# Adolf Köberle
Adolf Köberle (* 3. Juli 1898 in Berneck, Oberfranken; † 22. März 1990 in München) war ein deutscher evangelisch-lutherischer Theologe, Studienrat, Leiter eines Missionsseminars und Professor für systematische Theologie in Basel und Tübingen.

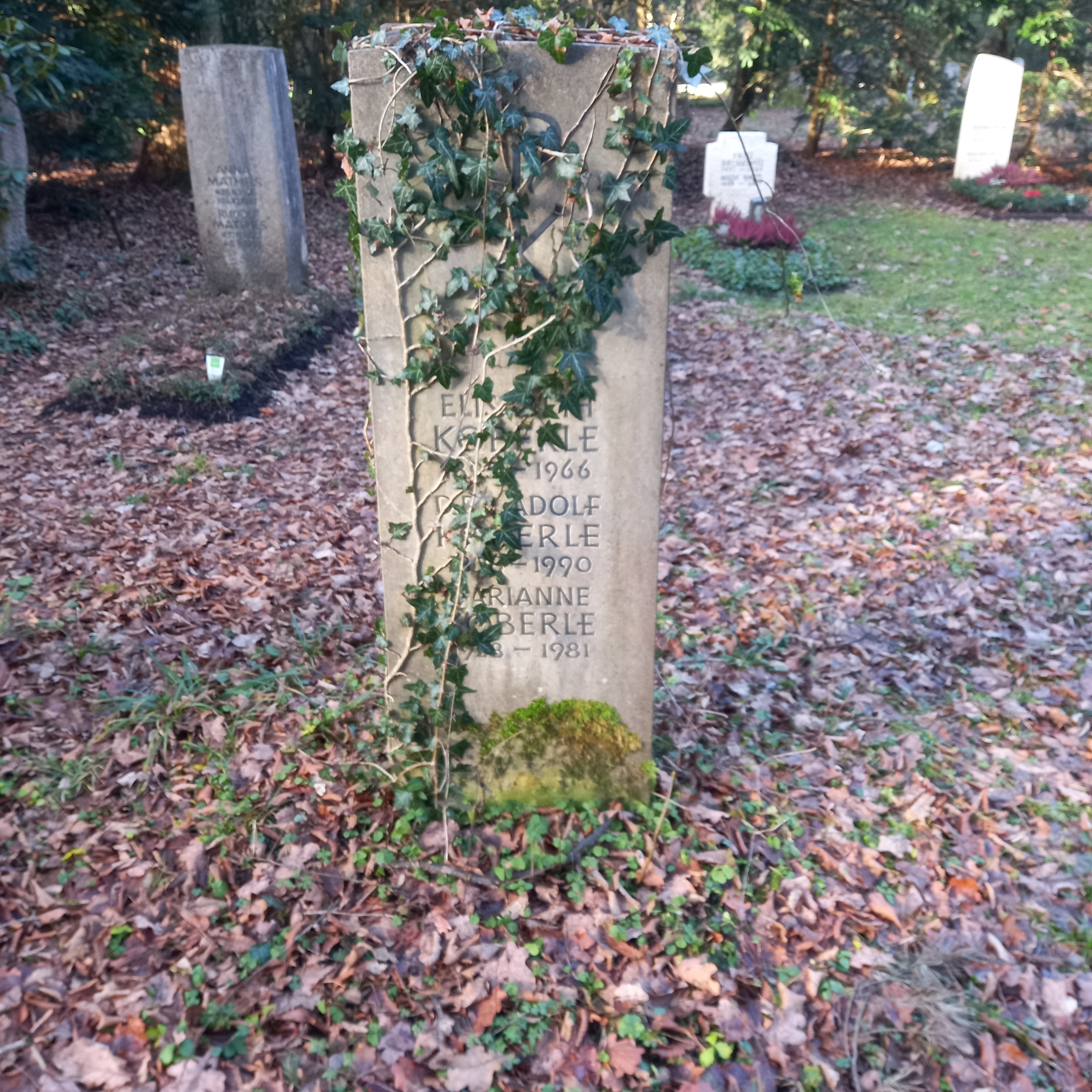
Das Grab von Adolf Köberle und seiner Ehefrau Elisabeth geborene Malter im Familiengrab auf dem Waldfriedhof (München)

## Leben und Wirken
Adolf Köberle war ein Sohn von Hermann Köberle, eines Pfarrers und Dekans in Memmingen. Sein Onkel war Justus Köberle, Professor für Altes Testament in Rostock. Von 1916 bis 1918 war er Soldat im Ersten Weltkrieg. Er studierte ab 1919 in München, Erlangen und Tübingen Philosophie und Theologie. Er war von 1922 bis 1926 Studienrat an einem Münchner Gymnasium. Von 1926 bis 1930 war er Leiter des Evangelisch-lutherischen Missionsseminars in Leipzig. 1928 promovierte er in Tübingen mit der Arbeit Das Verhältnis von Rechtfertigung und Heiligung in seiner Bedeutung für den christlichen Glauben. Eine biblische, theologiegeschichtliche und systematische Untersuchung. Das Buch erschien später unter dem Titel Rechtfertigung und Heiligung. Von 1930 bis 1939 war er außerordentlicher Professor für Systematische Theologie in Basel, er hatte eine Stiftungsprofessur des Vereins für christlich-theologische Wissenschaft inne. In dieser Zeit war er auch Gastdozent am theologischen Seminar St. Chrischona, und er hielt Predigten, Vorträge und Seminare. Von 1939 bis 1966 war er Nachfolger von Karl Heim und ordentlicher Professor für systematische Theologie in Tübingen. Er arbeitete aber zusätzlich auch Beiträge in den Bereichen Dogmatik, Ethik, Apologetik und Konfessionskunde aus. 1963 übersiedelte der Emeritus nach München.
Köberle beriet Ernst Anrich bei der Zusammenstellung des Programmes der Wissenschaftlichen Buchgesellschaft.

## Lehre
Köberle stellte in seinem Werk Rechtfertigung und Heiligung die Christusliebe und die Dankbarkeit gegenüber Gott als Grundmotiv des christlichen Handelns heraus – nicht Gehorsam oder Furcht. Damit entwickelte er eine Beschreibung der christlichen Existenz auf biblisch-reformatorischer Grundlage, von der aus er weite Bereiche des kulturellen Lebens durchdachte. Er setzte sich auch kritisch mit der Anthroposophie auseinander.
Köberle galt als Vertreter und sensibler Interpret des schwäbisch-pietistischen und lutherischen Erbes. Er war außerdem Mitglied und Kurator der Evangelischen Michaelsbruderschaft.
Die Frankfurter Allgemeine Zeitung schrieb zu seinem 90. Geburtstag, Köberle sei „einer der wenigen evangelischen Theologieprofessoren, die sich ausführlich mit der Beziehung des christlichen Glaubens zu den Naturwissenschaften befaßt haben“.
Sein Buch Die Seele des Christentums, das 1932 erstmals erschien, und weitere Äußerungen enthielten auch einige von den damals üblichen Antijudaismen, die er jeweils theologisch zu begründen versuchte.

## Nachruf des Leipziger Missionswerkes
- Adolf Köberle zählte zu den unvergesslichen Zeugen dieses jetzt zu Ende eilenden Jahrhunderts mit all den auch ganz persönlich erlebten und durchlittenen Höhen und Tiefen. Doch er blieb bis in das 92. Lebensjahr ein unermüdlicher Botschafter des Evangeliums vornehmlich auf dem Katheder der Universität, viele junge Menschen prägend, aber auch in zahllosen Gremien, hin und her in Vorträgen und fast bis zum letzten Atemzug durch die Herausgabe vieler vorwiegend seelsorgerlich akzentuierter Schriften. Dem allen eignete jene überzeugende Dichte von denkendem Glauben und einer gestalteten, glaubwürdigen Frömmigkeit. Adolf Köberle ist sich bis zuletzt eindrucksstark gleichgeblieben… Mit der Leipziger Mission blieb Adolf Köberle immer verbunden. So konnte er in seinem letzten Lebensjahr ganz unmittelbar gestehen: Ach, mich überkommt oft eine Sehnsucht nach Leipzig, nach meinen alten Freunden dort in der Mission.[8]

## Schriften (Auswahl)
- Rechtfertigung und Heiligung. Eine biblische, theologiegeschichtliche und systematische Untersuchung. 2. Auflage: Leipzig 1929. 4. Auflage: Gießen 1987.
- Die Seele des Christentums. Beiträge zum Verständnis des Christusglaubens und der Christusnachfolge in der Gegenwart. Furche, Berlin 1932. 5. Auflage: Berlin 1935.
- Der gottsuchende Mensch und der menschensuchende Gott. Fragen und Antworten. Furche, Berlin 1938.
- (als Hrsg.:) Wilhelm Stählin: Symbolon. Vom gleichnishaften Denken, zum 75. Geburtstag im Auftrag der Michaelsbruderschaft, Stuttgart 1958.
- Gottes Regierung im Weltgeschehen. Die Herrschaft Gottes und die Macht des Bösen in der Welt. (= Calwer Hefte zur Förderung biblischen Glaubens und christlichen Lebens. Heft 28.) Calwer Verlag, Stuttgart 1959.
- Christliches Denken. Von der Erkenntnis zur Verwirklichung. Furche, Berlin 1962.
- Biblischer Realismus. Beiträge zum Universalismus der christlichen Botschaft, R. Brockhaus Verlag, Wuppertal 1972. ISBN 3-417-00374-1
- Karl Heim. Leben und Denken. Steinkopf, Stuttgart 1979, ISBN 3-7984-0389-9.
- Das geheimnisvolle Reich der Seele. Erfahrungen der Psyche in den Grenzbereichen des Lebens. Herder Verlag, Freiburg 1984.
- Heilung und Hilfe. Christliche Wahrheitserkenntnis in der Begegnung mit Naturwissenschaft, Medizin und Psychotherapie. Brendow, Moers 1985, ISBN 3-87067-251-X.
- Zurück zur Symbolsprache der Bibel. Kosmos und Logos begegnen einander. Stuttgart 1987 (EZW-Texte. Impulse. Nr. 26).
- Als Christ denken. Beiträge zum Zeitgeschehen. Quell Verlag, Stuttgart 1988, ISBN 3-7918-1902-X.